# Gelastorhinus
Gelastorhinus is een geslacht van rechtvleugeligen uit de familie veldsprinkhanen (Acrididae). De wetenschappelijke naam van dit geslacht is voor het eerst geldig gepubliceerd in 1893 door Karl Brunner-von Wattenwyl.

## Soorten
Het geslacht Gelastorhinus omvat de volgende soorten:
- Gelastorhinus africanus Uvarov, 1941
- Gelastorhinus albolineatus Brunner von Wattenwyl, 1893
- Gelastorhinus baghensis Mahmood & Yousuf, 1998
- Gelastorhinus chinensis Willemse, 1932
- Gelastorhinus dubia Willemse, 1932
- Gelastorhinus edax Saussure, 1899
- Gelastorhinus filatus Walker, 1870
- Gelastorhinus glacialis Fritze, 1900
- Gelastorhinus insulans Bey-Bienko, 1966
- Gelastorhinus laticornis Serville, 1838
- Gelastorhinus liaoningensis Wang, 2007
- Gelastorhinus macilenta Stål, 1877
- Gelastorhinus pictus Walker, 1870
- Gelastorhinus rotundatus Shiraki, 1910
- Gelastorhinus selache Burr, 1902
- Gelastorhinus semipictus Walker, 1870
- Gelastorhinus sinensis Walker, 1871
- Gelastorhinus striatus Willemse, 1932
- Gelastorhinus taeniata Serville, 1838
- Gelastorhinus tibialis Serville, 1838
- Gelastorhinus tonkinensis Willemse, 1951
- Gelastorhinus tryxaloides Bolívar, 1902